# Малютов, Борис Михайлович
Борис Михайлович Малютов (9 ноября 1909, Черкутино, Владимирская губерния — 28 марта 1988, Москва) — советский военнослужащий, генерал-лейтенант (1962), кандидат технических наук (1945), старший научный сотрудник (1947), дважды лауреат Сталинской премии (1951, 1953).

## Биография
9 ноября 1909 года в семье крестьянина села Черкутино Малютова Михаила Николаевича родился сын Борис. В 1919 году умер отец, и мать Анна Васильевна осталась с тремя малолетними детьми, из которых Борис был старшим. Положение семьи было очень тяжелым: она не имела даже своего жилья, а проживала в пустовавшем доме, предоставленном ей волисполкомом. И мать, и малолетние дети вынуждены были работать по найму на различных поденных работах в селе.
После окончания школы в 1922 году Борису пришлось работать сначала мальчиком у кожевенного торговца, а затем посудомойщиком и официантом в чайной села Черкутино.
Окончил Высшее инженерное строительное училище (1932), специальный курс инженерно-тактической подготовки при Военно-инженерной академии (1933).
С июня 1932 адъюнкт Московской военно-инженерной академии РККА. С марта 1933 инженер станции научно-испытательного полигона РККА. С марта 1935 старший инженер, с ноября 1937 начальник переправочно-мостового отдела НИИ инженерной техники.
Участник Великой Отечественной войны с февраля 1942 по октябрь 1943: Западный, Северо-Западный, Сталинградский, Калининский и 2-й Украинский фронты, консультант по изготовлению деревянных мостовых парков, по подготовке переправочных средств и по строительству высоководных мостов. В октябре 1943 г. — представитель начальника инженерных войск КА для помощи в обеспечении форсирования Днепра подручными переправами, подполковник. Был тяжело ранен в голову и контужен.
- с января 1944 заместитель начальника Научно-испытательного инженерного института по научной работе.
- с августа 1947 старший преподаватель кафедры мостов и переправ Военно-инженерной академии им. В. В. Куйбышева.
- с марта 1948 начальник сектора, с мая 1948 заместитель начальника Семипалатинского полигона.
- с октября 1949 начальник отдела — заместитель начальника управления, с октября 1953 главный инженер 6-го управления МО СССР. Генерал-лейтенант (1962).
- с ноября 1969 член Комитета по специальному вооружению научно-технического комитета Генерального штаба.

Уволен с действительной военной службы в феврале 1970 г.
Кандидат технических наук (1945), старший научный сотрудник (1947). Специалист в инженерном обеспечении испытаний ядерного оружия. Автор более 40 печатных работ и изобретения.
Дважды лауреат Сталинской премии 2 степени (1951, 1953).
Награждён орденами Ленина (1949, 1954), Красного Знамени (1953), Суворова 3 ст. (1943), Отечественной войны 1 ст. (1985), Трудового Красного Знамени (1943, 1962), Красной Звезды (1947) и медалями.
Похоронен на Кунцевском кладбище.